# Markus Gustafsson (fotbollsspelare född 1987)
Per Markus Gustafsson, född 12 augusti 1987 i Mikaels församling, Örebro, är en svensk fotbollsspelare som har spelat för BK Forward i Division 2 och Division 1 Norra.

## Karriär
Gustafssons moderklubb är BK Forward. Han blev uppflyttad i A-laget som 16-åring 2004 och spelade i klubben fram till 2007 då han värvades av Halmstads BK. Han debuterade i Allsvenskan mot IFK Göteborg på Gamla Ullevi. Efter säsongen 2011 fick han lämna HBK.
I januari 2012 blev det klart att han återvände till sin moderklubb BK Forward. I januari 2013 förlängde Gustafsson sitt kontrakt med klubben. I december 2013 förlängde han återigen sitt kontrakt med BK Forward. Efter säsongen 2016 lämnade Gustafsson klubben.
Säsongen 2019 spelade Gustafsson fyra matcher och gjorde ett mål för SMÅ IF i Division 5.